# Hospital civil de Ahmedabad
El Hospital civil de Ahmedabad (en guyaratí: સિવિલ હોસ્પિટલ) es el hospital más grande de Asia, que se encuentra en Ahmedabad, Guyarat, en la India, con instalaciones para el diagnóstico, la atención al paciente, área terapéutica, y de rehabilitación especializada. Repartido en 0,45 km² de terreno, alberga una serie de prestigiosos institutos y hospitales aliados, como el Consejo Médico de Guyarat y el Consejo de Enfermería de Guyarat. El nuevo edificio y la infraestructura del hospital entró en funcionamiento en 1953 con la ayuda de donaciones benéficas dadas por Shri Hutheesing, Shri Premabhai y el Cirujano General D Wyllie.
El hospital es uno de los más antiguos y más modernos de la India, con tratamientos de pacientes al aire libre y admitiendo 70.000 pacientes al año. Lleva a cabo cerca de 26 000 intervenciones quirúrgicas y 6.500 partos al año.